# Valentin Benedik
Valentin Benedik je bil župnik na Vačah, * 13. februar 1907, Šmarjetna gora pri Kranju, Slovenija, † 10. oktober 1989, Vače, Slovenija.

## Življenje
Imel je še dva brata, starejšega Franca in mlajšega Janka, ter sestro Rozo, ki mu je gospodinjila vse do smrti. Otroštvo je preživel v veliki skromnosti. Pri osmih letih mu je umrl oče, France, tako da je morala mama Marija (roj. Pintar) sama preživljati veliko družino. Kljub težkim socialnim razmeram in pomanjkanju so si s pridnim delom zgradili hišo.
Med letoma 1913 in 1917 je obiskoval štirirazredno Deško ljudsko šolo v Kranju. Po končani osnovni šoli se je leta 1917 vpisal na gimnazijo cesarja Franca Jožefa v Kranju. Leta 1925 je bil sprejet na Teološko fakulteto v Ljubljani in jo uspešno končal s posvetitvijo v duhovnika. Novo mašo je obhajal 13. julija 1930 v Kranju.
Z dekretom škofa Jegliča je 25. julija 1930 postal kaplan v Radovljici, pozneje pa je kot kaplan služboval še na Bledu in v Zagorju ob Savi. Med opravljanjem kaplanske službe se je rad posvečal mladim, in sicer tako, da je režiral mladinske igre. Pomagal je tudi pri gradnji kulturnega doma. Med drugo svetovno vojno je bil kot slovenski duhovnik izgnan na Hrvaško. Tam je pomagal številnim sirotam iz Bosne. Mnogim je priskrbel nove starše med svojimi farani na Hrvaškem. Po vojni je dve siroti, bratca in sestrico, Ivanko in Dragomirja Bjelajac, vzel kar s sabo v Slovenijo in skrbel zanju. V Sloveniji sta si ustvarila družini in sta hvaležna svojemu rešitelju. Ves čas je skrbel tudi za svojo nečakinjo Nuško.
27. septembra 1945 je bil imenovan za vikarja namestnika župnije Kolovrat, obenem pa je upravljal tudi Loke pri Zagorju. Anton Porenta, tedanji župnik na Vačah, je februarja 1956 v pismu škofa Vovka prosil, da bi Valentin Benedik nastopil službo na Vačah. Škof Vovk je prošnji ugodil in ga imenoval za soupravitelja na Vačah. Službovanje je nastopil 1. maja 1957. Po desetih letih službovanja na Vačah ga je nadškof Jožef Pogačnik imenoval za župnika na Vačah.
Valentin Benedik se je posvetil tudi kulturnemu razvoju Vač in ohranjanju zgodovine. Kot dober gospodar je skrbel za cerkev vse od leta 1957 do 1981. Že prvo leto je dobila električno napeljavo. Leta 1959 je začel graditi novo župnišče. Pozneje je poskrbel za zunanjo in notranjo obnovo cerkve, namestitev novih orgel, izgradnjo veroučne učilnice, postavitev novega oltarja in novega marmornatega tlaka v prezbiteriju, prekritje zvonika z bakreno pločevino, električno zvonjenje in nove žlebove na cerkvi. Vsa omenjena dela je vodil z veliko natančnostjo in zavzetostjo, vse v ljubezni do kraja in župljanov. Pri tem so mu pomagali ključarji, cerkovniki in drugi sodelavci ter seveda vedno pridni in darežljivi župljani, ki so nemalokrat darovali denar in druge dobrine.
Izredno rad je potoval, saj so ga zanimala velika evropska in svetovna mesta, ljudje, njihovi običaji in kultura. Vodil je zasebno evidenco, v katero si je zapisoval cerkve in katedrale, v katerih je maševal. 
6. julija 1980 je praznoval zlato mašo, 28. marca 1984 je nadškofa Alojzija Šuštarja zaprosil za upokojitev. Umrl je 10. oktobra 1989, pokopan pa je na Vačah.

## Delo
Njegovo najpomembnejše delo sta knjigi:
- Vače (1972) - knjiga v kateri je opisal zgodovino župnije in trga Vače in
- Hiše na Vačah in njih prebivalci (1979) - od nastanka Vač do konca leta 1978.